# Dana Němcová
Dana Němcová (nata  Danuška Valtrová; Most, 14 gennaio 1934 – Praga, 11 aprile 2023) è stata una psicologa e dissidente ceca del regime comunista, una delle prime firmatarie della Charta 77 in cui lei in seguito svolse anche il ruolo di portavoce, e cofondatrice del Comitato per la difesa dei perseguitati ingiustamente (VONS) Dopo la Rivoluzione di velluto, nel 1990-1992 fu membro della Camera delle Nazioni e della Camera del Popolo dell'Assemblea federale per il Foro Civico, poi per il Movimento Civico.
Nell'establishment democratico sostenne in particolare l'assistenza psicologica e legale ai rifugiati e fu membro del consiglio di amministrazione del Comitato di buona volontà della Fondazione Olga Havel (prima ne era anche presidente). Nel 1998 le fu conferita la Medaglia al Merito di 1º grado. Nel 2013 ebbe un certificato di partecipazione alla terza resistenza. Ricevette il Premio Arnošt Lustig per il 2016 e la cittadinanza onoraria della capitale Praga il 16 novembre 2021, quando venne premiata per azioni straordinarie legate all'eroismo personale nella resistenza anticomunista.

## Biografia
Dana Němcová nacque nella famiglia degli insegnanti Růžena (nata Ležáková) e František Valtra.  Trascorse la sua infanzia successivamente a Kladno e Nové Město nad Metují. Dopo essersi diplomata, insegnò per un anno in una scuola elementare. Negli anni '50 studiò psicologia alla Facoltà di Lettere della Charles University.
Dopo gli eventi della Primavera di Praga, nell'agosto del 1968, emigrò in Austria. Tre mesi dopo ritornò a Praga. Negli anni '70, ha co-organizzato spettacoli di Plastic People of the Universe e festival musicali di band underground bandite. Dopo che i membri della band furono imprigionati nel 1976, organizzò proteste contro la loro prigionia. Nel 1977 firmò la Carta 77. Nel 1979 fu incarcerata a Ruzyna per 6 mesi e successivamente condannata a due anni di reclusione per sovversione della repubblica. Dopo che non le fu permesso di esercitare la professione di psicologa, lavorò come donna delle pulizie.
Il suo successivo arresto avvenne durante la cosiddetta "Settimana di Palach" nel gennaio 1989, quando partecipò alla commemorazione presso il monumento a San Venceslao in Piazza Venceslao.

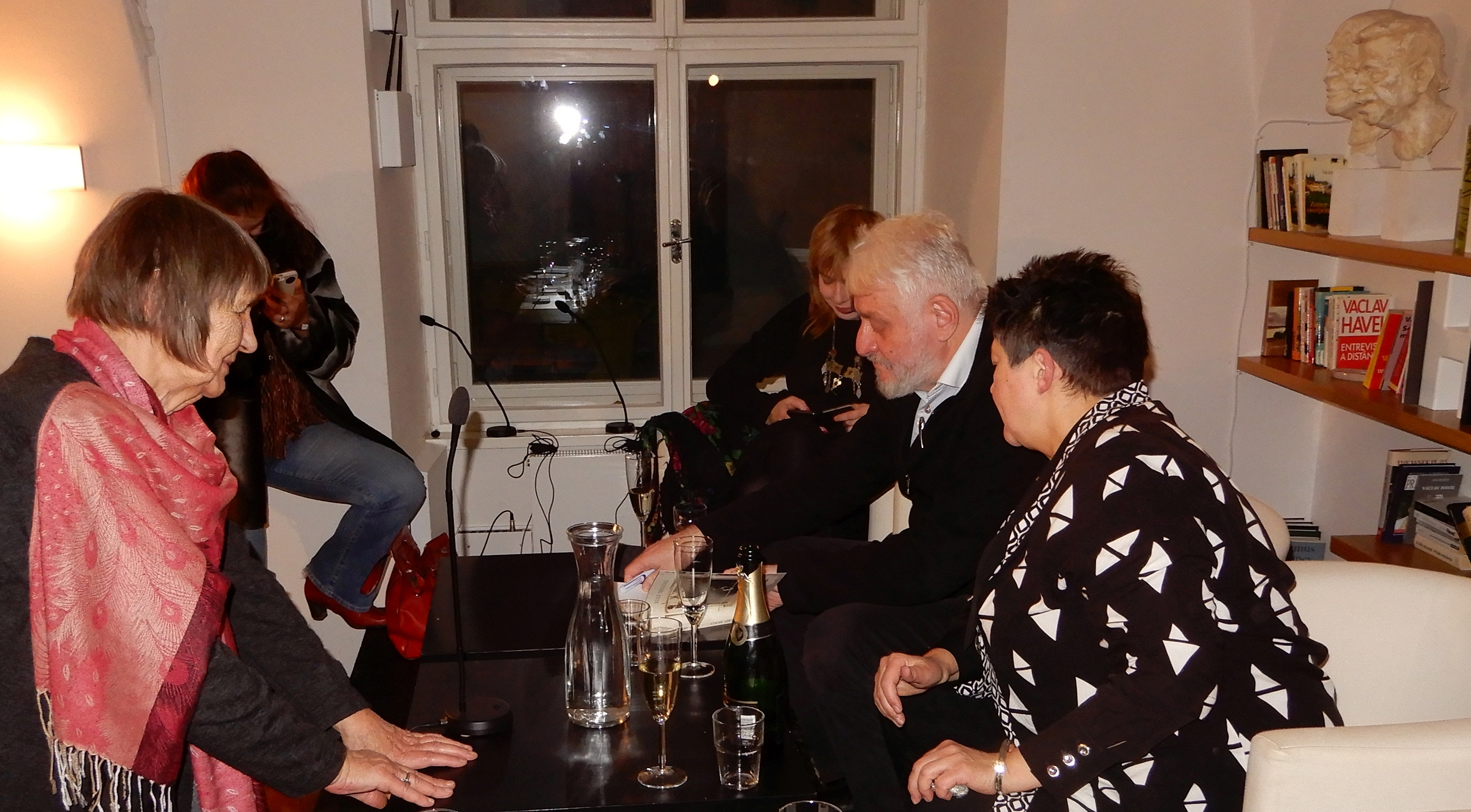
Durante l'incontro con lo scrittore ucraino Boris Khersonsky e Džamila Stehlíková, Biblioteca Václav Havel, 28 novembre 2018

Nel novembre 1989 diventò cofondatrice del Foro Civico. Il 30 gennaio 1990, nell’ambito del processo di cooptazione dell’Assemblea federale dopo la Rivoluzione di velluto, sedeva nella parte ceca della Camera delle Nazioni (distretto elettorale n. 1 – Praga 1, 2, 7) in qualità di membro del Parlamento senza partito o come membro del Foro Civico. Dopo le elezioni del 1990 sedette alla Camera del Popolo per il Foro Civico. Dopo lo scioglimento dell'OF, nel 1991 entrò a far parte del circolo parlamentare del Movimento Civico. Rimase nel parlamento federale fino alla fine del suo mandato, cioè fino alle elezioni del 1992.
Nel 1990 ricevette il premio Pax Christi del movimento cattolico internazionale per la pace, nel 1998 Václav Havel le conferì la Medaglia al Merito e nel 2000 il Premio Europa Centrale. Fu inoltre nominata cittadina onoraria di Praga (2010) e poi anche nel 2021.
Nel 1993, insieme ad Anna Grušová, fondò il Centro di consulenza per i rifugiati e il Centro per le questioni migratorie con l'obiettivo di fornire aiuto psicologico e pratico ai rifugiati provenienti dalla Jugoslavia, dalla Cecenia e da altri paesi richiedenti asilo.
Morì l'11 aprile 2023 all'età di 89 anni a Praga.

## Vita privata
Nel 1955 sposò lo psicologo e intellettuale cattolico Jiří Němec (1932–2001), dal quale ebbe sette figli: Markéta Fialková, Jana Hlavsová, Pavla Paloušová, Veronika Křížová, David Němec, Ondřej Němec,Jakub Němec. Il marito fu costretto ad andare in esilio in Austria nel contesto dell'evento Asanace nel 1983 Il figlio Ondřej Němec è diventato fotografo per Lidových noviny , il figlio David Němec è un grafico per Respekt .
La figlia Markéta Fialková, ambasciatrice ceca in Polonia e Albania, morì nel 2011. Anche il figlio Jakub Němec morì prima della scomparsa di sua madre.

## Premi e riconoscimenti
- 1990 - Premio internazionale del movimento cattolico per la pace Pax Christi
- 1998 - Medaglia ceca al merito di 1º grado
- 2000 - Premio Europa Centrale dell'IDM - Istituto per la Regione del Danubio e l'Europa Centrale
- 2013 - Attestato di partecipazione alla “Terza Resistenza”
- 2016 - Premio Arnošt Lustig
- 2021 - Cittadino onorario di Praga. Il giorno prima della festa nazionale della “Lotta per la libertà e la democrazia” del 16 novembre 2021, ha ricevuto la cittadinanza onoraria della città di Praga. Il più importante riconoscimento della capitale le è stato consegnato dal vicesindaco di Praga Petr Hlubuček nella sala Brožík del municipio della Città Vecchia. È stata onorata per le sue straordinarie azioni eroiche personali nella resistenza anticomunista.